# Klubi i basketbollit Trepça
Il Klubi i basketbollit Trepça o KB Trepça è una squadra professionistica di pallacanestro kosovara sede a Mitrovica. I suoi tifosi si chiamano Torcida Mitrovicë.

## Storia
Il Klubi basketbollistik Trepça o KB Trepça è stato fondato nel 1947.

## Palazzetto

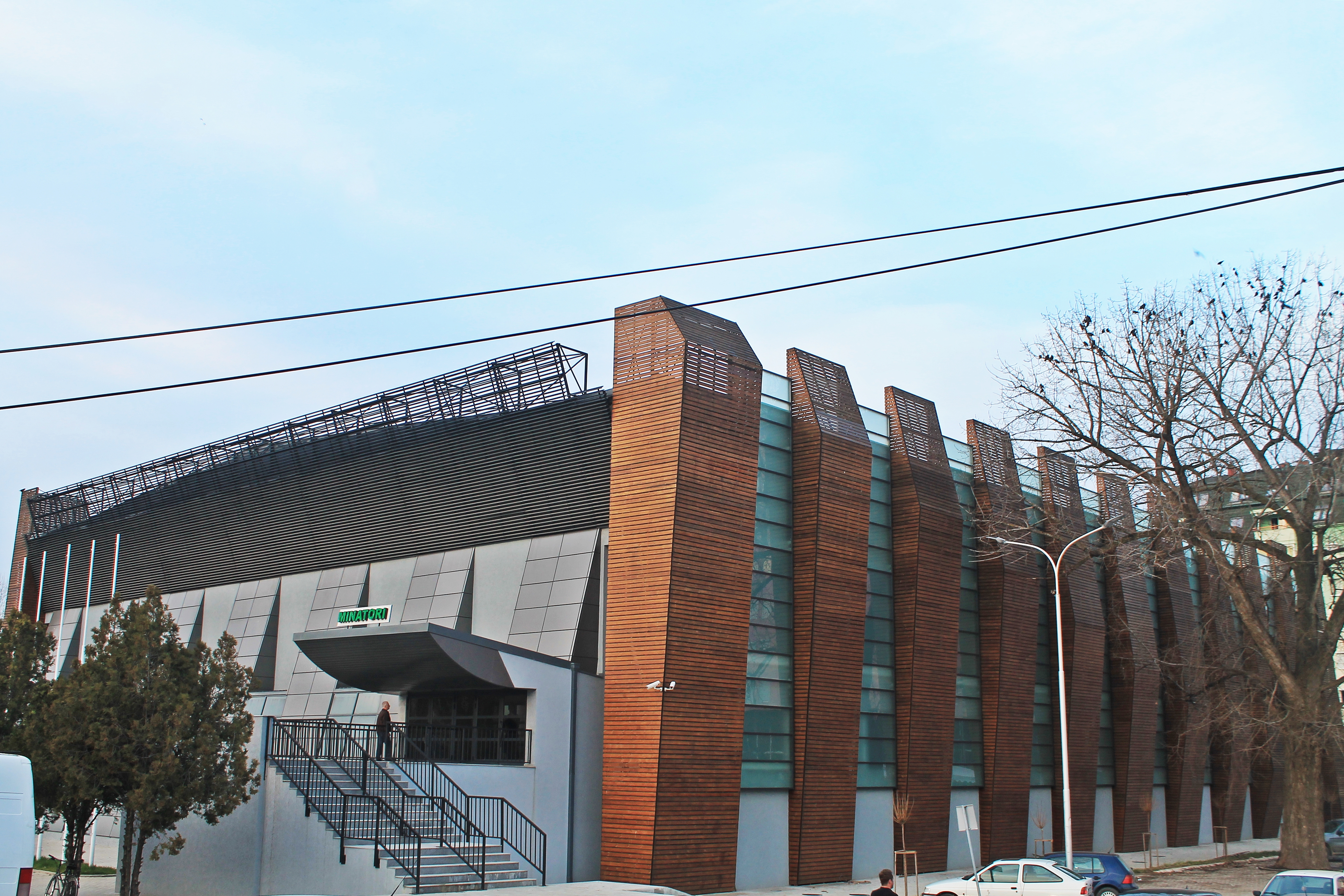
Vista del palazzetto da fuori

Salla e Sporteve "Minatori" è un palazzetto dello sport che ha sede a Mitrovica dove KB Trepça svolge le partite interne del campionato Superliga e Kosoves.